# Exodusmotiv
Als Exodusmotiv bezeichnet die Forschung ein literarisches Motiv in der Bibel, das vom Gott JHWH als Befreier der Israeliten aus der Sklaverei  spricht oder auf diese Befreiung anspielt. Der Begriff umfasst geprägte Bekenntnissätze (Exoduscredo oder Exodusformeln), Gebotsbegründungen, prophetische und weisheitliche Rede im Tanach, die sich thematisch und sprachlich auf Einzelzüge der Erzählung vom Auszug aus Ägypten (Ex 1–15 ) beziehen. Exodusmotive und die ausgeführte Exoduserzählung bilden zusammen die Exodustradition oder Exodusüberlieferung der Bibel. 
Diese bildet einen Kernbestandteil des Judentums und des Urchristentums. 

## Tanach / Altes Testament

### Vorkommen
Verschiedene Varianten des Exodusmotivs durchziehen den Pentateuch, das Deuteronomistische Geschichtswerk, einige Prophetenbücher, das Buch der Psalmen und einige Apokryphen.  
| Pentateuch      |
| --------------- |
| Ex 15,21        |
| Ex 20,2         |
| Ex 23,15        |
| Ex 24,3–8       |
| Ex 29,46        |
| Ex 32,1.4.7f.23 |
| Ex 34,18        |
| Lev 11,45       |
| Lev 19,36       |
| Lev 22,33       |
| Lev 25,42.55    |
| Num 24,8        |
| Dtn 4,34f.      |
| Dtn 5,6         |
| Dtn 6,12        |
| Dtn 10,19       |
| Dtn 15,15       |
| Dtn 13,6        |
| Dtn 16,1        |
| Dtn 20,1        |
| Dtn 23,8        |
| Dtn 24,18.22    |
| Dtn 26,16–19    |

| Geschichtsbücher |
| ---------------- |
| Ri 2,11f.        |
| 1 Sam 10,18f.    |
| 2 Sam 7,6        |
| 1 Kön 12,28      |

| Prophetenbücher  |
| ---------------- |
| Hos 2,2f.        |
| Hos 11,1         |
| Hos 12,10.14     |
| Hos 13,4f.       |
| Am 2,10f.        |
| Am 3,1           |
| Am 9,7           |
| Jes 11,15f.      |
| Jes 35           |
| Jes 16,14f.      |
| Jes 43,1–7.14–21 |
| Jes 48,20f.      |
| Jes 51,10f.      |
| Jes 52,2–5.11f.  |
| Jes 55,12f.      |
| Jes 63,11–14     |
| Jer 16,14f.      |
| Jer 23,7f.       |
| Ez 20,11–14      |
| Ez 20,34f.       |
| Ez 37,21         |

| Psalmenbuch |
| ----------- |
| Ps 77       |
| Ps 78       |
| Ps 80       |
| Ps 81       |
| Ps 105      |
| Ps 106      |
| Ps 114      |
| Ps 135      |
| Ps 136      |

### Varianten
Exodusmotive im Pentateuch und den folgenden Geschichtsbüchern erscheinen meist als kurze, formelhafte Sätze, die auf die Exoduserzählung (Ex 1–15) zurückverweisen und sie als Zentrum der gesamtisraelitischen Heilsgeschichte herausstellen. Sie betonen je nach ihrem Kontext verschiedene Aspekte der Auszugsereignisse. 
Die häufigste Variante spricht von der „Herausführung“ (lat. Exodus) Israels durch JHWH „aus dem Sklavenhaus Ägypten“, die zugleich den besonderen Bund Israels mit diesem Gott begründet und dieses Bundesvolk auf Einhaltung der Tora verpflichtet. Exemplarisch dafür steht JHWHs Selbstvorstellung im Dekalog (Ex 20,2; Dtn 5,6). Oft begründet diese Form einzelne Gebote, etwa zum Umgang mit Fremden, Witwen, Waisen, Sklaven, sowie zum Pessach-Fest. Vertreter der Urkundenhypothese in der Forschung weisen diese Variante der Priesterschrift zu.
Etwas seltener ist die Formel von der „Heraufführung“ ins gelobte Land (Kanaan), die den Auszug mit der Landnahme Israels verknüpft. Dtn 4,34f. verbindet sie mit weiteren geprägten Ausdrücken und stellt die Exodusereignisse so als Machttaten JHWHs gegenüber der ganzen Welt dar: „Zeichen und Wunder“ für die Plagen (Ex 7–11); „Krieg“ für das Meerwunder (Ex 14); „eine starke Hand und einen ausgestreckten Arm“ für die Tötung der Erstgeburt (Ex 12). Diese Aufzählung wird in die Zeit nach dem Exil (ab 539 v. Chr.) datiert, als sich das Bekenntnis zum Exodusgott zum Monotheismus entwickelt hatte.